# Bombningarna av Stockholm och Strängnäs 1944

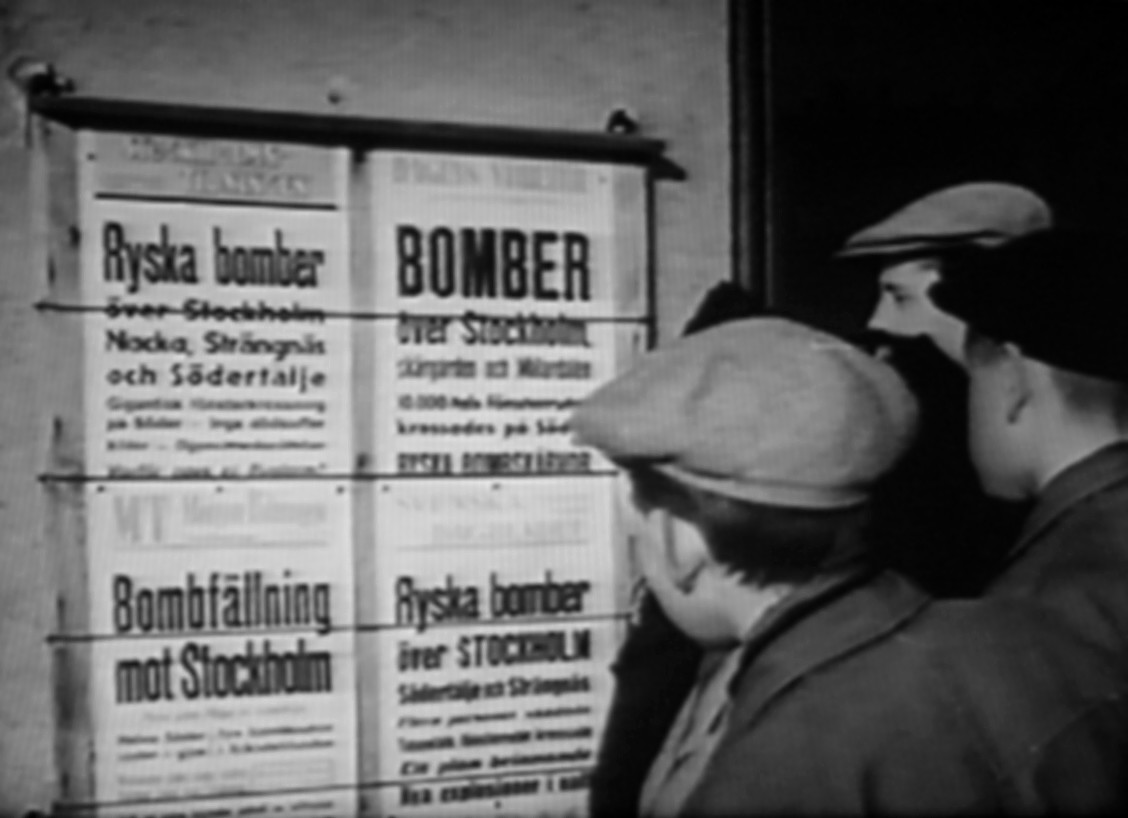
Löpsedlar den 23 februari 1944

Bombningarna av Stockholm och Strängnäs 1944 var en militär incident då sovjetiska flygplan under natten 22-23 februari 1944 flygbombade flera platser i södra och norra Stockholm och östra Sverige. Bomber fälldes bland annat på Blidö och Svartlöga i norra Stockholms skärgård, vid Stavsnäs och Järla, vid Eriksdal på Södermalm samt i Strängnäs och i Pershagen vid Södertälje. I Eriksdal skadades ett pumphus från gamla Årstaverket. Det återuppbyggdes och flyttades senare till Hammarbyslussen när nya Eriksdalsbadet byggdes. Idag kallas byggnaden och kvarteret för Ryska smällen. Om incidenten skedde av misstag eller som provokation och varning råder det delade meningar om.

## Bakgrund
Vid Teherankonferensen 28 november 1943 enades Churchill, Roosevelt och Stalin om att genom påtryckningar få Ungern, Bulgarien, Rumänien och Finland att lösgöra sig från krigföringen på Tysklands sida. Som ett led i påtryckningarna för att få Finland att sluta fred med Sovjetunionen i fortsättningskriget inledde Sovjet vintern 1944 en bomboffensiv mot den finländska hemorten. På kvällen den 22 februari startade 220 sovjetiska bombplan ur det strategiska bombflyget från sina baser kring Leningrad med målet Åbo. Man flög ut genom Finska viken för att sedan vända norrut och angripa Åbo västerifrån. Mariehamn på Åland var troligtvis reservmål. 
Trots ett utmärkt flygväder fick man avsevärda problem med navigeringen och bombplanen spreds över ett stort område. Felnavigeringarna kan ha haft andra orsaker som ändring av radiostationers frekvens och falska styrsändare. Utanför Porkala vände ett 20-tal plan åter till baserna. 
Endast en handfull flygplan nådde Åbo. Ett hundratal plan bombade flera platser i sydvästra Finland från Mariehamn till Helsingfors. Även i Norra Finland fälldes bomber på kvällen den 22 februari 1944 från ca 30 bombplan från flygbaser längre norrut. Bomber fälldes norr om Uleåborg, över Oulainen, i närheten av Ii, Nykarleby, Jakobstad och Jeppo. Denna grupp av bombplan samlades sedan vid Holmön utanför Umeå, inför återflygningen till sin bas. En kraftfull och tidstypisk dementi på vad Holmöborna upplevt infördes i lokaltidningen. Åland (liksom Sverige) var vid denna tidpunkt inte mörklagt.

## Bombningarna

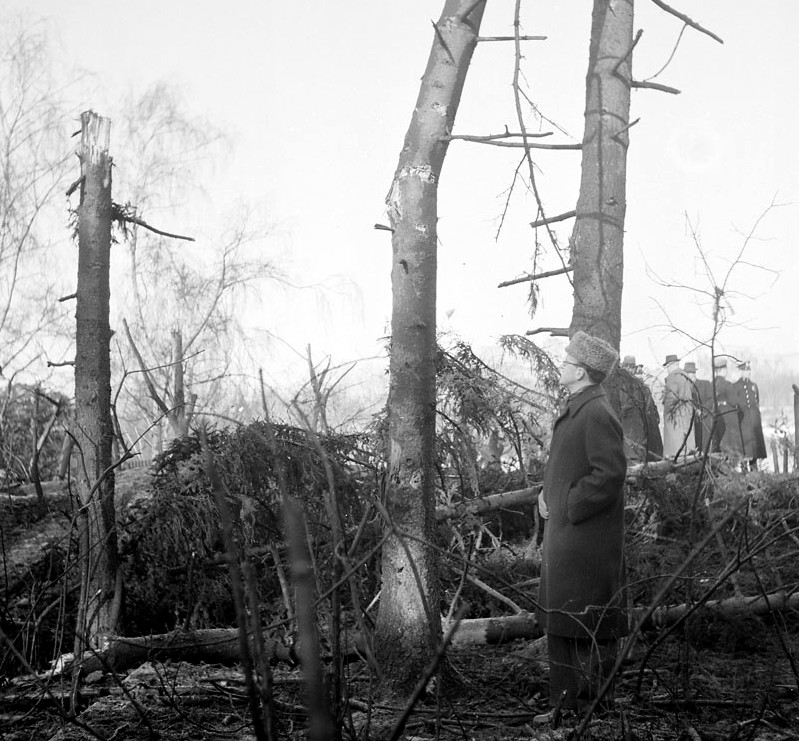
Från den ryska bombfällningen över Eriksdalsområdet, 22 februari 1944.
Foto: Lennart af Petersens

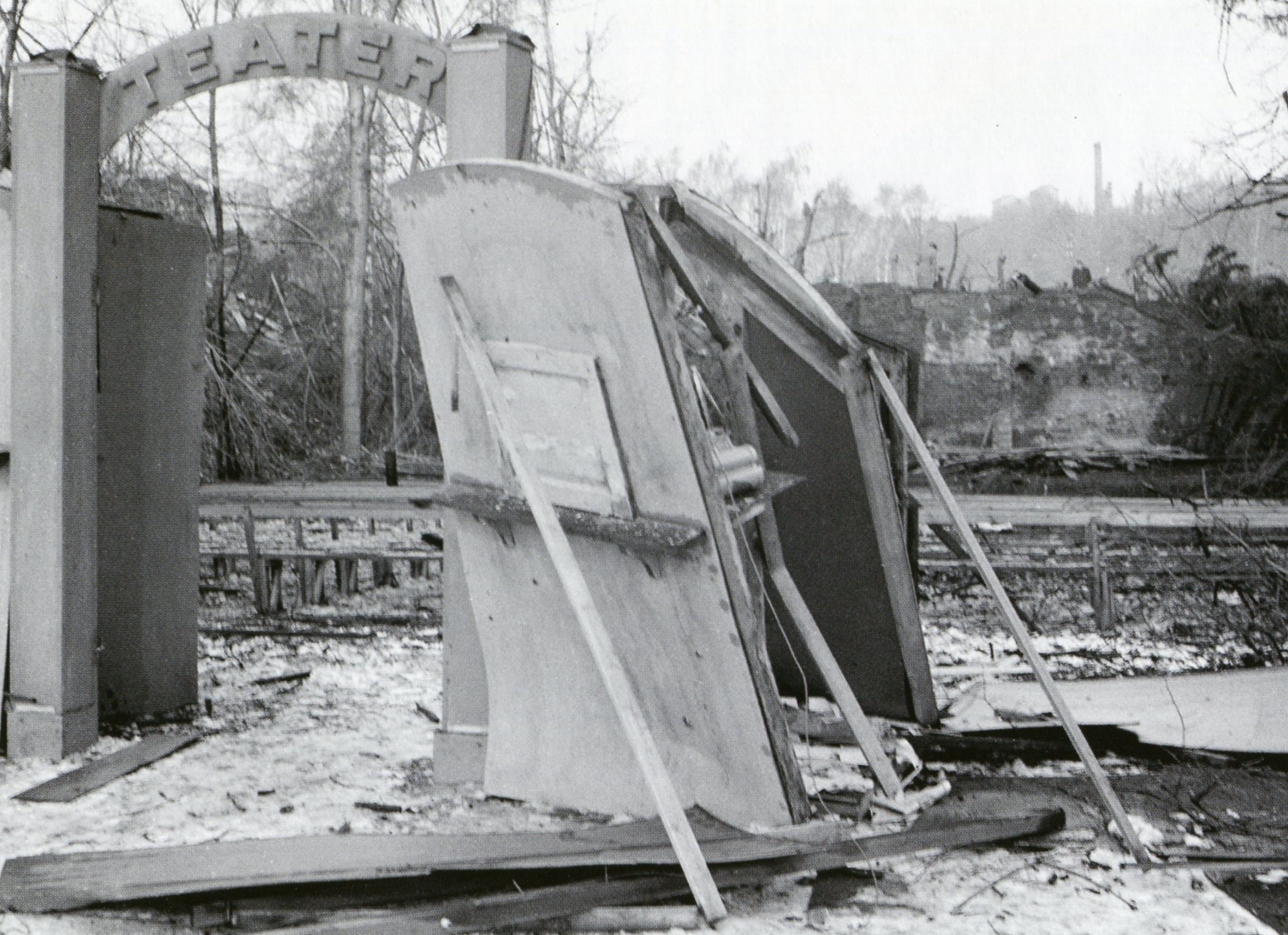
Eriksdalsteaterns rester efter bombningen 22 februari 1944.

Ett antal plan ur denna räd mot Åbo och Mariehamn flög in över svenskt territorium. Totalt identifierade den svenska luftbevakningen sex formeringar om minst ett flygplan vardera. Formering 1 som flög mot Strängnäs flög in över Svenska Högarna 14 minuter tidigare än formering 3, som flög mot Stockholm.  De olika formeringarna anlände därför praktiskt taget samtidigt till Strängnäs respektive Stockholm. Eftersom bombplanet över Strängnäs kretsade över staden i mer än tio minuter, fälldes den stora bomben där 20:52 medan den stora bomben som träffade Eriksdal i Stockholm fälldes 20:43. Inte fler än tre plan nådde dock in över det svenska fastlandet. Kränkningarna pågick mellan kl 20:10 och kl 00:40. Den svenska beredskapen på luftförsvaret i Stockholm var låg (man saknade dessutom nattjaktplan och radar) och endast vid ett tillfälle passerade någon av inkräktarna inom skotthåll för ett luftvärnsförband. Detta förband – i Vikdalen i Nacka – missuppfattade dock fällningen av en lysbomb och trodde att det var en nödraket och avvaktade därför med eldöppnandet. När misstaget uppdagades (då lysbomben tändes) hade planet flugit förbi och var utom räckhåll. Detta plan fällde också sprängbomber vid Järla och vid Eriksdal.
I Eriksdal och Eriksdalslunden träffades den där belägna friluftsteatern. En 100 kg bomb träffade scenen, som tillsammans med främre parkett och planket som omgav teatern tillintetgjordes. Kvar blev en krater som mätte 3 meters djup och 5–6 meters diameter. Samtidigt detonerade tre mindre bomber inom femtio meter från den större bomben. Ett stort antal rutor krossades kring korsningen Ringvägen – Götgatan samt längs några mindre gator i omgivningen, även på andra sidan Skanstullsbron. En servitris skadades lindrigt av glassplitter och en man slogs omkull av tryckvågen och bröt ena axeln.
Det fälldes också bomber i anslutning till Södermanlands pansarregemente, P 3, i Strängnäs. Efter tio minuters kretsande på hög höjd fälldes under dykning en större sprängbomb som träffade 50–60 m från södra kasern och fem mindre sprängbomber, varav en blindgångare, tog i isen norr om regementet. Samtidigt fälldes tre lysbomber varav två inte hann utvecklas innan de tog mark. Den tredje lyste upp hela staden. Senare hittades ytterligare bombnedslag bland annat på Tosterön. Totalt fälldes 10 spräng- och tre lysbomber i och kring Strängnäs. Två soldater på regementet skadades av splitter.
Mellan kl 21:05 och 00:30 fälldes ett flertal bomber i norra Stockholms skärgård. De första bomberna som fälldes på svensk mark denna kväll tog mark ca kl 20:15 vid Stavsnäs i innerskärgården. Detta var troligtvis samma plan som 20:40 upptäcktes kretsande över Strängnäs och som 12 minuter senare påbörjade fällningen där. Bombskärvor med kyrilliska bokstäver identifierade bomberna som sovjetiska.

## Provokation eller misstag?

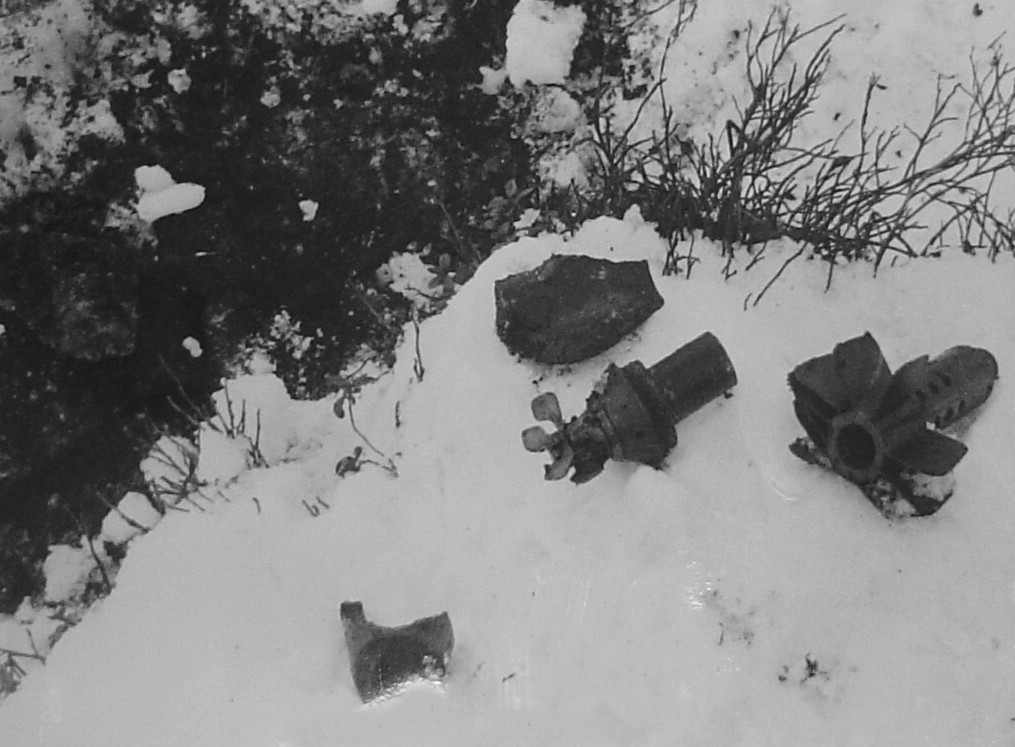
Upphittade bombsplitter vid Lillsjön i Nacka.

De sovjetiska bombfällningarna över östra Sverige 22–23 februari 1944 anses av en del källor vara resultatet av ett misslyckat sovjetiskt försök att med bombflyg tvinga Finland ur kriget samt för att varna Sverige att bistå Finland. Andra världskriget var inne i ett slutskede och Sovjetunionen ville inte att Sverige skulle ställa upp på Finlands eller Tysklands sida bland annat genom att överföra trupper till Åland.
I dialogboken ”Spioner emellan” antyder före detta Säpo-mannen Tore Forsberg att bombningarna hade ett samband med fängslandet – och sedan benådningen – av den sovjetiske underrättelsemannen Vasilij Alexandrovitj Sidorenko. Enligt denna teori var bombningarna av Stockholm och Strängnäs en del av en sovjetisk kampanj också med propaganda och diplomati för att tvinga Sverige att släppa Sidorenko, vars spionage delvis var riktat just mot pansarregementet i Strängnäs.
Enligt andra källor visade genomförandet av denna bomboffensiv mot Finland på personella och materiella brister hos det sovjetiska strategiska bombflyget. Ett påstått, men ej verifierat väderomslag ska ha medfört att formationerna som skulle bomba Åbo delvis orienterade fel. Några av dessa felnavigerare som denna natt irrade kring hela sydöstra Finland, kom ända till Sverige där bomblasterna fälldes. Bombfällningarna över Sverige anses i denna teori kunna vara ett misstag på grund av felnavigering.
Den sovjetiska inställningen var entydig. När den svenska regeringen protesterade i Moskva fick man som svar att inga sovjetiska plan hade varit i Sverige och att bombsplitter med kyrilliska bokstäver därför inte kunde härstamma från sovjetiska bomber.